# Hôtel de la Caisse d'épargne de Villefranche-sur-Saône
L'hôtel de la Caisse d'épargne est un bâtiment du XIXe siècle situé à Villefranche-sur-Saône, en France. Il a autrefois accueilli un établissement bancaire, pour lequel il a été construit, avant de devenir un immeuble de logement.

## Situation et accès
L'édifice est situé au no 138 de la rue Boiron, au nord du centre-ville de Villefranche-sur-Saône, et plus largement au  nord-est du département du Rhône.

## Histoire

### Contexte
La Caisse d'épargne de Villefranche-sur-Saône est fondée en 1835 sous l'impulsion du magistrat local Jean-François-Aimé Peyré (1792-1868) et est officiellement autorisée par ordonnance du roi Louis-Philippe Ier du 11 février 1835,. Elle ouvre ses portes un dimanche matin du moi suivant, dans la grande salle de l'hôtel de ville prêtée par la Ville. Peyré prend la direction de l'établissement pendant une vingtaine d'années avant qu'elle ne revienne au banquier Poulet Salandrin, lui aussi membre fondateur, qui loue tout le rez-de-chaussée d'une maison sise 7 rue Roland pour y déplacer le siège. Ce dernier est également le créateur de bureaux et succursales dans plusieurs chefs-lieux de cantons. Les locaux de la rue Roland deviennent insuffisants et peu pratiques et on achète par conséquent un terrain sis rue Boiron pour y édifier un hôtel de la Caisse d'épargne.

### Fondation

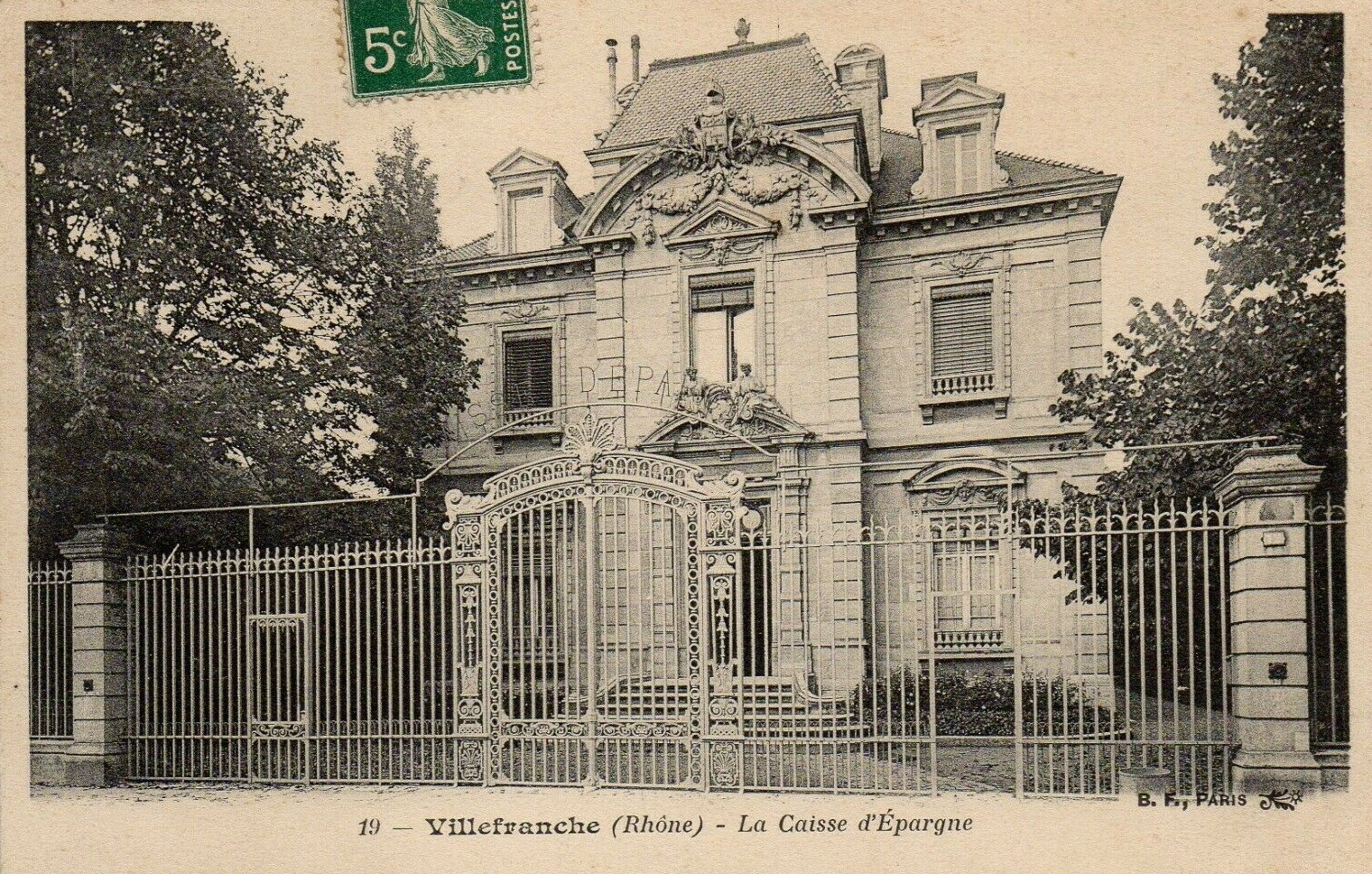
Carte postale ancienne représentant l'hôtel de la Caisse d'épargne, vers le tournant du XXe siècle.

L'hôtel est élevé entre 1867 et 1868 sur les plans de l'architecte Louis Tarchier.

### Agrandissement
Au milieu des années 1930, le bâtiment est transformé et agrandi par l'architecte Paul Bellemain.

### Restructuration
Au début des années 2010, le groupe Caisse d'épargne quitte le bâtiment. Un projet immobilier voit alors le jour sur ce terrain se définissant par la création de 41 logements, 88 places de stationnement et 2 bureaux. Une opération de restructuration de l'édifice est conçue par le cabinet Curis et l'entreprise Fontanel se charge de tout le gros œuvre. L'extérieur — soit les façades en pierre et la toiture du bâtiment central — est conservé tandis l'intérieur est soigneusement démoli. Pour ne pas déstabiliser l'édifice, des structures en béton sont mises en place après chacune des trois phases de la démolition et on conforte également les façades d'une structure métallique et de tirants cerclant le bâtiment. Ce sont ainsi deux nouveaux bâtiments qui viennent s'articuler, par une grande coursive vitrée, autour de cet ancien hôtel de la Caisse d'épargne.

## Structure
Les façades sont en pierre et les murs font 80 cm d'épaisseur. La façade principale est composée de trois travées dont celle au centre est avancée. La porte d'entrée en bois est surmontée de l'inscription sur marbre « CAISSE D’ÉPARGNE », elle-même surmontée d'un fronton arrondi dont le tympan est orné d'un bas-relief représentant divers outils du monde industriel et couronné d'un médaillon de ruche (ancien symbole des caisses d'épargne), médaillon coiffé de tenants en forme de femmes allongées. Un perron de six marches permet l'ascension à cette entrée et sur les côtés du soubassement sont percés des petits soupiraux à moitié arrondis. Plus haut, au-dessus de la fenêtre centrale du premier étage, un haut-relief des armes de la ville plastronne la façade et est entouré d'ornements dont le timbre d'heaume dans lequel il s'inscrit. On peut également noter les mascarons qui surmontent cette fenêtre centrale du premier étage et les deux du rez-de-chaussée. La toiture se développe sur plusieurs pans, est percée de deux lucarnes au deuxième étage et est surmontée d'un épi de faîtage plutôt fin. Enfin, la parcelle est devancée par un grillage noir.